# 1890 no beisebol

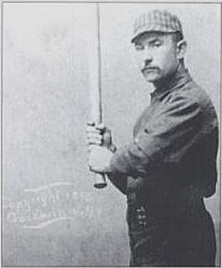
Oyster Burns, foi o líder da National League em home runs e RBIs na temporada de 1890.

Esta é uma lista de eventos no mundo do beisebol durante o ano de 1890.

## Campeões
- World Series: Brooklyn Bridegrooms 3, Louisville Colonels 3, 1 jogo empatado
- National League: Brooklyn Bridegrooms
- American Association: Louisville Colonels
- Players' League: Boston Reds

Inter-league playoff: Brooklyn (NL) recusou o desafio de Boston (PL)

Inter-league playoff:  Louisville (AA) recusou o desafio de Boston (PL)

## Grandes ligas de beisebol - times e aproveitamento

### National League
| Time                  | Vitórias | Derrotas |
| --------------------- | -------- | -------- |
| Brooklyn Bridegrooms  | 86       | 43       |
| Chicago Colts         | 83       | 53       |
| Philadelphia Phillies | 78       | 53       |
| Cincinnati Reds       | 77       | 55       |
| Boston Beaneaters     | 76       | 57       |
| New York Giants       | 63       | 68       |
| Cleveland Spiders     | 44       | 88       |
| Pittsburg Alleghenys  | 23       | 113      |

### American Association
| Time                   | Vitórias | Derrotas |
| ---------------------- | -------- | -------- |
| Louisville Colonels    | 88       | 44       |
| Columbus Solons        | 79       | 55       |
| St. Louis Browns       | 78       | 58       |
| Toledo Maumees         | 68       | 64       |
| Rochester Broncos      | 63       | 63       |
| Baltimore Orioles      | 15       | 19       |
| Syracuse Stars         | 55       | 72       |
| Philadelphia Athletics | 54       | 78       |
| Brooklyn Gladiators    | 26       | 73       |

### Players' League
| Time                    | Vitórias | Derrotas |
| ----------------------- | -------- | -------- |
| Boston Reds             | 81       | 48       |
| Brooklyn Ward's Wonders | 76       | 56       |
| New York Giants         | 74       | 57       |
| Chicago Pirates         | 75       | 62       |
| Philadelphia Athletics  | 68       | 63       |
| Pittsburgh Pirates      | 60       | 68       |
| Cleveland Infants       | 55       | 75       |
| Buffalo Bisons          | 36       | 96       |

## Líderes

### National League
| National League |                     |             |  |
| Tipo            | Nome                | Estatística |  |
| AVG             | Jack Glasscock NYG  | 33,6%       |  |
| HR              | Oyster Burns BRO    | 13          |  |
|                 | Mike Tiernan NYG    | 13          |  |
|                 | Walt Wilmot CHC     | 13          |  |
| RBI             | Oyster Burns BRO    | 128         |  |
| Vitórias        | Bill Hutchinson CHC | 42          |  |
| ERA             | Billy Rhines CIN    | 1.95        |  |
| Strikeouts      | Amos Rusie NYG      | 341         |  |

### American Association
| American Association |                       |             |  |
| Tipo                 | Nome                  | Estatística |  |
| AVG                  | Jimmy Wolf LOU        | 36,3%       |  |
| HR                   | Count Campau STL      | 9           |  |
| RBI                  | Spud Johnson COL      | 113         |  |
| Vitórias             | Sadie McMahon PHA/BAL | 36          |  |
| ERA                  | Scott Stratton LOU    | 2.36        |  |
| Strikeouts           | Sadie McMahon PHA/BAL | 291         |  |

### Players' League
| Players' League |                      |             |  |
| Tipo            | Nome                 | Estatística |  |
| AVG             | Pete Browning CLE    | 37,3%       |  |
| HR              | Roger Connor NYI     | 14          |  |
| RBI             | Hardy Richardson BOS | 146         |  |
| Vitórias        | Mark Baldwin CHI     | 34          |  |
| ERA             | Silver King CHI      | 2.69        |  |
| Strikeouts      | Mark Baldwin CHI     | 211         |  |

## Eventos

### Janeiro–Março
- 9 de janeiro – O Brooklyn Gladiators são admitidos na  American Association, se juntando ao Toledo Maumees, Rochester Broncos e Syracuse Stars como novos membros.

## Nascimentos

### Janeiro–Abril
- 4 de janeiro – Ossie Vitt
- 5 de janeiro – Benny Kauff
- 11 de janeiro – Max Carey
- 16 de janeiro – Erskine Mayer +
- 17 de janeiro – Louis Santop
- 3 de fevereiro – Larry MacPhail **
- 4 de fevereiro – Eddie Ainsmith
- 4 de fevereiro – Possum Whitted
- 5 de fevereiro – Max Flack
- 20 de fevereiro – Sam Rice +
- 6 de abril – Red Smith
- 14 de abril – Dick Redding
- 22 de abril – Fred House

+ Algumas fontes mostram 1889
** Algumas fontes mostram 1888

### Maio–Agosto
- 14 de maio – Alex Pompez
- 3 de junho- José Junco
- 17 de junho – Phil Douglas
- 20 de junho – Cumberland Posey
- 27 de junho – Rube Benton
- 28 de junho – Ken Williams
- 8 de julho – Rowdy Elliott
- 8 de julho – Wally Mayer
- 8 de julho – Ivey Wingo
- 21 de julho – Howie Shanks
- 30 de julho – Casey Stengel +
- 4 de agosto – Dolf Luque
- 16 de agosto – Baby Doll Jacobson
- 18 de agosto – Buck Weaver
- 22 de agosto – Urban Shocker

+Algumas fontes mostram 1889

### Setembro–Dezembro
- 8 de setembro – Press Cruthers
- 19 de setembro – Stuffy McInnis
- 24 de setembro – Mike González
- 29 de outubro – Happy Finneran
- 23 de novembro – Al Halt
- 24 de novembro – Ralph Comstock
- 4 de deszembro – Bob Shawkey
- 27 de dezembro – Ernie Krueger

## Mortes
- 13 de janeiro – Buck Gladmon, 26, terceira base que jogou entre 1883–1886.
- 1º de fevereiro – George Trenwith, idade desconhecida, terceira base do Philadelphia Centennials em 1875.
- 4 de fevereiro – Ed Greer, 34?, campista externo que jogou entre 1885–1887.
- 22 de fevereiro – Bill Blair, 26, arremessou em 1888 pelo Philadelphia Athletics da  American Association.
- 9 de março – Jake Goodman, 36, primeira base em 1878 pelo Milwaukee Grays.
- 25 de abril – Charlie Hodnett, 28?, arremessador que teve cartel de vitórias de 12–2 pelo St. Louis Maroons em 1884.
- 12 de junho –  Warren White, 45?, terceira base titular por 6 times diferentes de 1871–1875, 1884.
- 20 de junho – John Weyhing, 20, arremessador que inciou oito jogos pelo  Cincinnati Red Stockings em 1888, uma entrada em 1889 pela equipe do Columbus; irmão do arremessador Gus Weyhing.
- 26 de setembro – Jerrie Moore, 35?,  catcher reserva entre 1884–1885.
- 1º de outubro – Pete Donnelly, 40, campista externo/ shortstop/segunda base por três times da National Association.
- 14 de outubro – Gus Williams, 20?, arremessou em 2 jogos em 1890 pelo Brooklyn Gladiators.
- 9 de novembro – Jim Lillie, campista externo entre 1883–1886.